# المعزوبة (الحيمة الخارجية)

تعديل مصدري - تعديل

المعزوبة هي إحدى قرى عزلة الجحادب بمديرية الحيمة الخارجية التابعة لمحافظة صنعاء، بلغ تعداد سكانها 233 نسمة حسب تعداد اليمن لعام 2004.